# Kemi Badenoch
Olukemi Olufunto Adegoke Badenoch  (nazwisko panieńskie Adegoke, ur. 2 stycznia 1980 w Londynie) – brytyjska polityczka nigeryjskiego pochodzenia, członek Partii Konserwatywnej. Minister w gabinecie Liz Truss i Rishiego Sunaka. Od 2017 posłanka do Izby Gmin. Od 2 listopada 2024 liderka Partii Konserwatywnej i opozycji.

## Życiorys
Urodziła się w Wimbledonie. Jej rodzice byli lekarzami, matka również wykładowcą uniwersyteckim. Dzieciństwo spędziła w Nigerii oraz w USA, gdzie jej matka była wykładowcą fizjologii. Powróciła do Wielkiej Brytanii w wieku 16 lat.
Ukończyła Phoenix College, a następnie kontynuowała naukę w college’u w Morden w Londynie, pracując jednocześnie w restauracji McDonald’s. Uzyskała tytuł magistra inżyniera w zakresie inżynierii systemów komputerowych na Uniwersytecie Sussex a następnie ukończyła studia prawnicze na Birkbeck College.
Do Partii Konserwatywnej zapisała się w 2005 roku. W 2010 roku bez powodzenia kandydowała do Izby Gmin z okręgu Dulwich and West Norwood. W 2012 roku bez powodzenia startowała w wyborach do rady miejskiej Londynu. W 2015 roku, w związku z wyborem radnej z jej okręgu, Victorii Borwick, do Izby Gmin i związaną z tym jej rezygnacją z mandatu radnego, została radną Londynu. W 2017 roku została wybrana posłem do Izby Gmin z okręgu wyborczego Saffron Walden. Uzyskała reelekcję w 2019 roku. W związku z likwidacją jej dotychczasowego okręgu, w wyborach parlamentarnych w 2024 kandydowała z nowo utworzonego okręgu North West Essex, uzyskując w nim mandat.
W okresie od 14 lutego 2020 do 6 lipca 2022 pełniła funkcję młodszego ministra (sekretarza stanu) ds. równouprawnienia. W lipcu 2022 w związku z ogłoszeniem przez Borisa Johnsona rezygnacji z funkcji premiera Wielkiej Brytanii oraz lidera Partii Konserwatywnej zgłosiła swoją kandydaturę na lidera partii. Kandydatura została odrzucona w czwartej turze głosowania. 6 września 2022 objęła stanowisko przewodniczącej Zarządu Handlu  gabinecie Liz Truss. Pozostała w składzie nowego gabinetu utworzonego przez Rishiego Sunaka. Zachowała w nim swoją dotychczasową funkcję, obejmując również urząd ministra ds. kobiet i równouprawnienia. 7 lutego 2023 została dodatkowo ministrem biznesu i handlu. Zakończyła urzędowanie na tych stanowiskach z chwilą dymisji gabinetu Sunaka. Od 8 lipca 2024 pełnła funkcję ministra ds. mieszkalnictwa, społeczności i samorządów lokalnych w gabinecie cieni Rishiego Sunaka.
28 lipca 2024, zgłosiła swoją kandydaturę na stanowisko lidera Partii Konserwatywnej. 2 listopada tego roku, została wybrana na tę funkcję w wewnątrzpartyjnych wyborach. Uzyskała wówczas 53 806 głosów członków partii (56,5%), wobec 41 388 (43,5%) oddanych na Roberta Jenricka.
Jest zamężna z Hamishem Badenochem – ekonomistą, działaczem Partii Konserwatywnej i radnym londyńskiej gminy Merton (w latach 2014–2018), z którym ma troje dzieci.